# 태영건설
태영건설(泰榮建設)은 태영그룹의 모태로 건축, 토목, 물사업, 플랜트, 주택, 레저, SOC 분야 등에서 사업을 진행하는 중견 종합건설기업이다. 1973년 11월 20일에 태영개발(주)라는 상호로 설립되었으며 1989년 유가증권시장(코스피)에 상장되었다. 국토교통부가 발표한 2021년 시공능력평가에서 토목건축공사업 시공능력평가액 2조 6,478억 원으로 14위를 기록했다. '데시앙(DESIAN)' 브랜드로 국내 아파트사업을 전개하고 있다.

## 역사
2025년부로 2024 사업연도 감사보고서상 감사의견 적정으로 관리종목에서 해제되었다.

## 브랜드
- 데시앙(DESIAN)

데시앙은 2002년 도입된 태영건설의 대표적인 자사 브랜드다. 유형별로 차별화된 하위 브랜드도 보유하고 있다. 단독주택은 데시앙 하우스(DESIAN HAUS), 임대주택은 데시앙 네스트(DESIAN NEST), 오피스텔은 데시앙 스튜디오(DESIAN STUDIO), 지식산업센터는 데시앙 플렉스(DESIAN PLEX), 커뮤니티센터는 데시앙 클럽(DESIAN CLUB) 등이다.

### 단지 현황
- 경상남도
  - 창원시
    - 메트로시티 2단지 마산회원구 양덕동(2015년 1월)

- 전북특별자치도
  - 전주시
    - 만성 에코르 2단지 덕진구 만성동

## 본사 현황
- 본사: 서울특별시 영등포구 여의공원로 111 (여의도동)
- 본점: 경기도 광명시 신기로 20 (일직동)

### 같이 보기
- SK디앤디